# Rilly-Sainte-Syre
Rilly-Sainte-Syre és un municipi francès situat al departament de l'Aube i a la regió del Gran Est. L'any 2007 tenia 246 habitants.

## Demografia

### Població
El 2007 la població de fet de Rilly-Sainte-Syre era de 246 persones. Hi havia 102 famílies de les quals 20 eren unipersonals (4 homes vivint sols i 16 dones vivint soles), 39 parelles sense fills, 31 parelles amb fills i 12 famílies monoparentals amb fills.
La població ha evolucionat segons el següent gràfic:
Habitants censats

### Habitatges
El 2007 hi havia 116 habitatges, 100 eren l'habitatge principal de la família, 6 eren segones residències i 10 estaven desocupats. 112 eren cases i 4 eren apartaments. Dels 100 habitatges principals, 89 estaven ocupats pels seus propietaris, 11 estaven llogats i ocupats pels llogaters i 1 estava cedit a títol gratuït; 1 tenia dues cambres, 14 en tenien tres, 31 en tenien quatre i 54 en tenien cinc o més. 81 habitatges disposaven pel capbaix d'una plaça de pàrquing. A 34 habitatges hi havia un automòbil i a 60 n'hi havia dos o més.

### Piràmide de població
La piràmide de població per edats i sexe el 2009 era:
| Homes | Edats   | Dones |
| ----- | ------- | ----- |
| 0     | 95 o +  | 0     |
| 0     | 90 a 94 | 0     |
| 0     | 85 a 89 | 4     |
| 0     | 80 a 84 | 4     |
| 4     | 75 a 79 | 0     |
| 8     | 70 a 74 | 8     |
| 0     | 65 a 69 | 8     |
| 8     | 60 a 64 | 4     |
| 4     | 55 a 59 | 12    |
| 16    | 50 a 54 | 12    |
| 8     | 45 a 49 | 12    |
| 12    | 40 a 44 | 4     |
| 8     | 35 a 39 | 0     |
| 8     | 30 a 34 | 4     |
| 8     | 25 a 29 | 12    |
| 4     | 20 a 24 | 0     |
| 0     | 15 a 19 | 4     |
| 0     | 10 a 14 | 0     |
| 4     | 5 a 9   | 4     |
| 4     | 0 a 4   | 4     |

## Economia
El 2007 la població en edat de treballar era de 150 persones, 102 eren actives i 48 eren inactives. De les 102 persones actives 96 estaven ocupades (49 homes i 47 dones) i 6 estaven aturades (1 home i 5 dones). De les 48 persones inactives 25 estaven jubilades, 5 estaven estudiant i 18 estaven classificades com a «altres inactius».

### Ingressos
El 2009 a Rilly-Sainte-Syre hi havia 102 unitats fiscals que integraven 264 persones, la mediana anual d'ingressos fiscals per persona era de 19.732 €.

### Activitats econòmiques
Dels 4 establiments que hi havia el 2007, 1 era d'una empresa de construcció, 2 d'empreses de comerç i reparació d'automòbils i 1 d'una empresa d'hostatgeria i restauració.
Dels 2 establiments de servei als particulars que hi havia el 2009, 1 era una lampisteria i 1 restaurant.
L'any 2000 a Rilly-Sainte-Syre hi havia 9 explotacions agrícoles.

## Equipaments sanitaris i escolars
El 2009 hi havia una escola elemental integrada dins d'un grup escolar amb les comunes properes formant una escola dispersa.

## Poblacions més properes
El següent diagrama mostra les poblacions més properes.